# Tróia

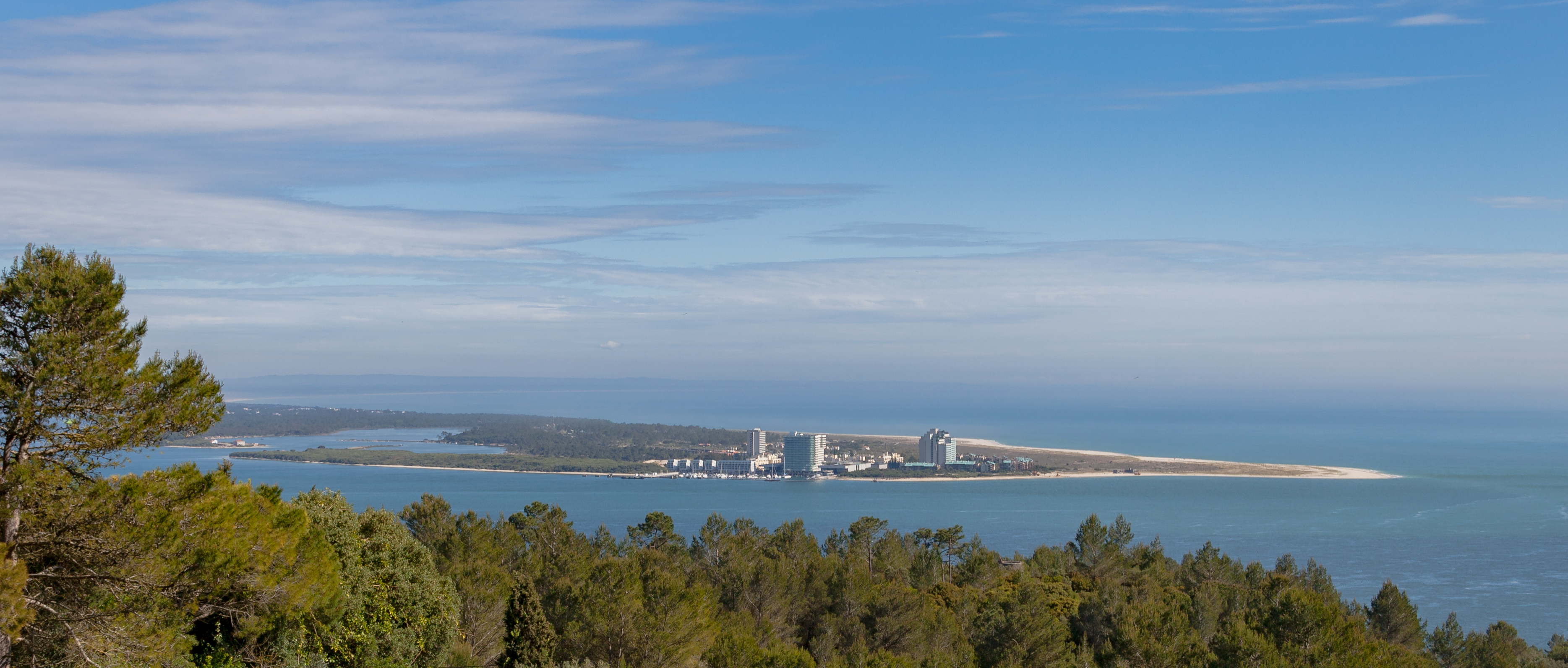
Überblick der Halbinsel von Setúbal

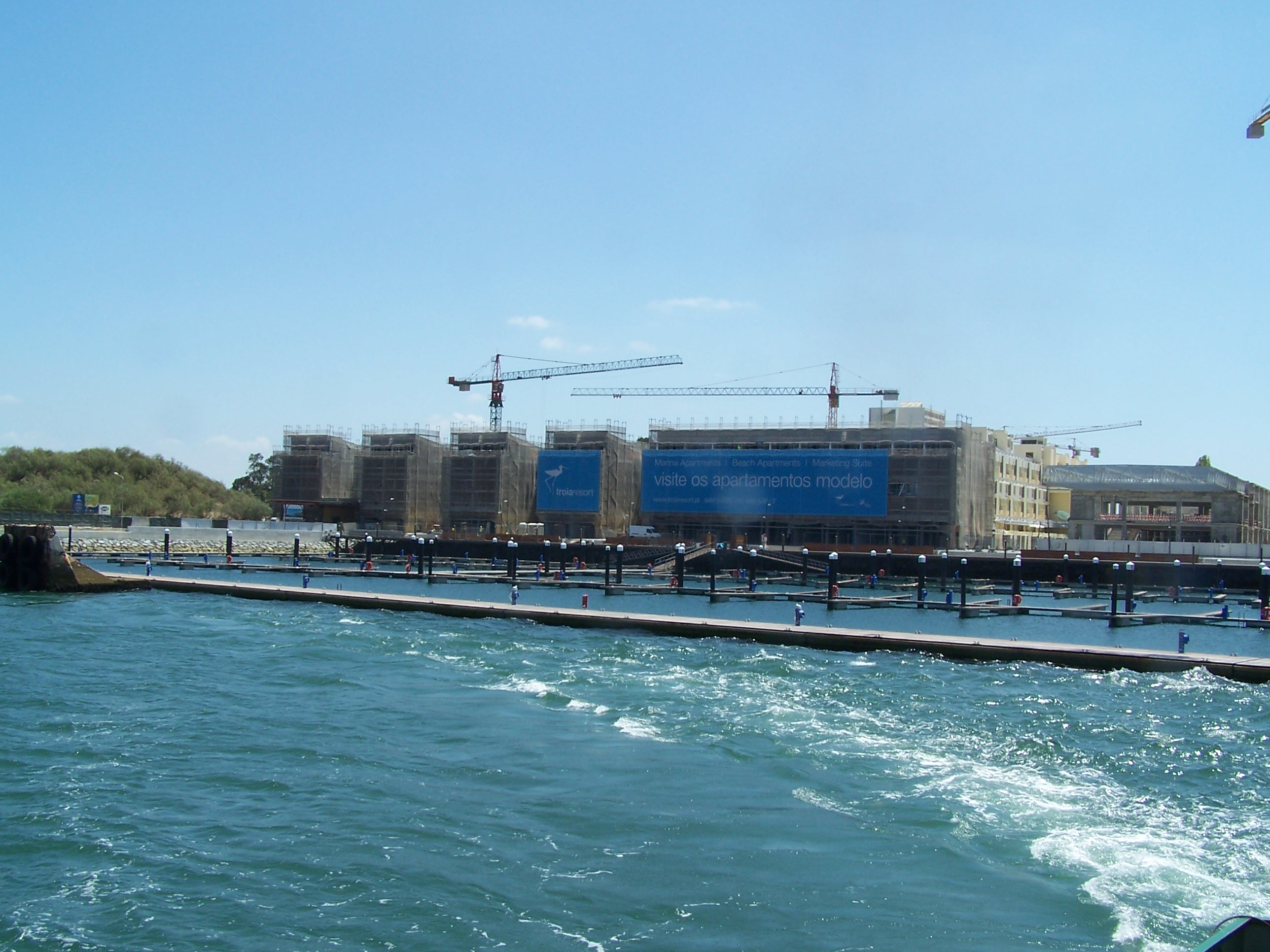
Neuer Yachthafen von Tróia

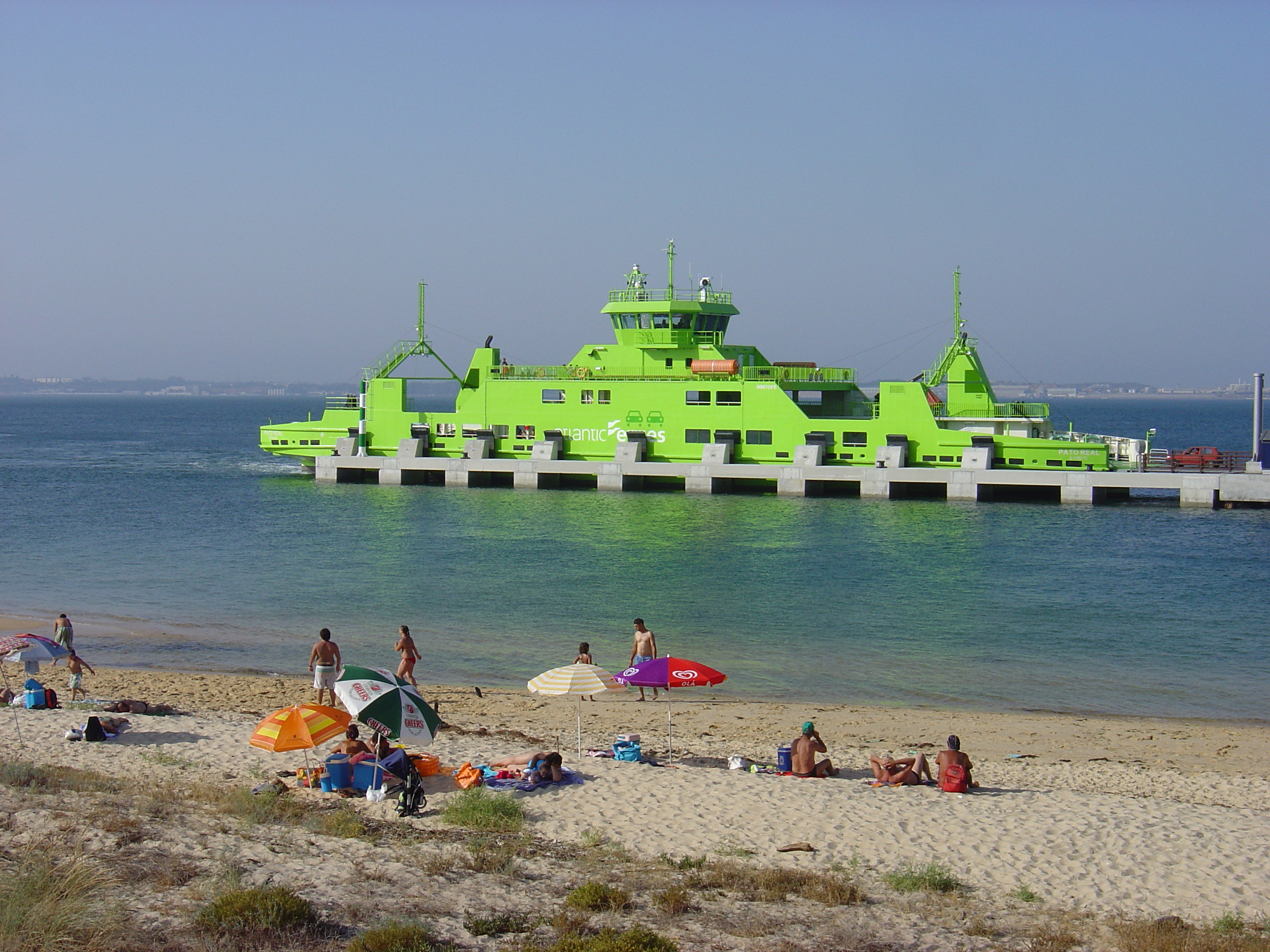
Strand von Tróia mit vorbeifahrender Fähre nach Setúbal

Tróia ist eine Halbinsel in Portugal und erstreckt sich vom Ort Comporta bis zum Fähranleger für die Überfahrt nach Setúbal. Troía gehört verwaltungstechnisch zur Gemeinde (Freguesia) Carvalhal und zum Landkreis von Grândola, während Comporta zum Landkreis von Alcácer do Sal gehört. Die Landkreise von Grândola und Alcácer do Sal sind dem Distrikt von Setúbal zugeordnet. 
Der größte Teil der Halbinsel und seiner Dünen gehört zum Naturschutzgebiet von Reserva Natural do Estuário do Sado. Auf Troía befinden sich die Ruinen der römischen Siedlung Cetóbriga. Die Strände und Dünen der Halbinsel sind bekannt für ihre Schönheit.

## Tourismus
Tróia ist nicht weit von den Metropolen Lissabon und Setúbal entfernt und über eine Fährverbindung direkt von Setúbal aus zu erreichen. Seit 2008 haben verschiedene Touristikkonzerne damit begonnen, den Bereich von Tróia mit verschiedenen Feriensiedlungen, Bungalows, Golfplatz, Jachthafen und einem Casino auszubauen. Die größte Anlage, zu der auch der Jachthafen Marina de Tróia gehört, wurde von der portugiesischen Finanzgruppe Sonae als TróiaResort geplant und gebaut. In mehreren Ausbaustufen soll das Gelände in den nächsten Jahren erweitert werden.

## Die römischen Anlagen
Tróia, die älteste portugiesische Grabungsstätte, liegt knapp vier Kilometer südlich des modernen Tróia im Distrikt von Setúbal in Portugal. Erste Ausgrabungen wurden seit 1850 durchgeführt. Englische Berichte künden von Mosaiken im Oberstock der Wohnhäuser. Tróia ist trotz der Restaurierung zu Beginn der 1980er Jahre in einem schlechten Zustand. Als man die Gebäude freilegte, waren sie hingegen noch bemerkenswert gut erhalten.

### Der Name
Eine vorrömische Siedlung gibt es nicht. Der antike Name des Ortes ist unbekannt, auch wie es zu dem modernen Namen Tróia kam, bleibt im Dunkeln. Da er erstmals im 16. Jahrhundert genannt wird, als die Antike vielfach gegenwärtig wurde, nimmt man an, dass sich vielleicht beim Anblick der freigespülten Ruinen Assoziationen zu dem berühmten Troja in Kleinasien einstellten.

### Gründungszweck
Zweck der Anlage war die Herstellung von Garum und anderen Fischderivaten an einer Stelle an der alle Zutaten vorhanden waren: Fisch, Salz, Anbindung an Handelswege zu Wasser und zu Land und ein lokaler Markt im nahen Cetóbriga (heute Setúbal).
Der antike Speisezettel war karg, Fleisch gab es selten. Man ernährte sich von der sogenannten mediterranen Trias: Getreide, Olivenöl und Wein. Die Gewohnheit, Getreidespeisen mit einer würzigen Fischpaste zu kombinieren, fand im 2. Jahrhundert v. Chr. Eingang in die römische Küche. In Lusitanien entstanden die ersten Garum-Anlagen im späten 1. Jahrhundert v. Chr. gleichzeitig mit der Einrichtung der Provinz unter Augustus. Diese Feststellung beruht archäologisch auf dem Fund von Terra Sigillata, einer blassroten, gestempelten Feinkeramik aus Arezzo in Italien. Es handelt sich um das älteste Fundmaterial in Tróia, das somit die Gründung datiert.
Tróia lebte von der Fischverarbeitung. An den Küsten Portugals gab es eine große Zahl Anlagen zur Fischverarbeitung. Für Tróia hat man errechnet, dass die sogenannten Fabriken I und II pro Monat etwa 250 Kubikmeter Garum erzeugt haben könnten. Das meiste wurde am Ort und in der Umgebung verbraucht. Einiges wurde verschifft, wozu ein eigener Amphorentyp diente, die sogenannte Lusitanische Amphore, die ihren Weg z. B. auch nach Trier fand. Wäre eine Monatsproduktion verschifft worden, hätte man etwa 200 bis 300 größere Frachter mit einer Zuladung bis zu 1000 Amphoren benötigt. Die Töpfereien, in denen die Amphoren hergestellt wurden, fand man an den Ufern der Flüsse Tejo und Sado, wo es reiche Tonvorkommen gibt.
Die wirtschaftliche Blüte führte allerdings nicht zu einer Aufwertung Tróias. Nach allem was man weiß, hatte der Ort den Status eines Dorfes (Vicus). Mitte des 5. Jahrhunderts wurde die Siedlung verlassen. Der Grund ist unbekannt. Er liegt möglicherweise in den zu diesem Zeitpunkt veränderten Speisegewohnheiten. Für die Annahme einer Naturkatastrophe, fehlen archäologische Hinweise. Über das Ruinenfeld und am Flussufer über drei Kilometer verteilt wurden bisher über 50 rechteckige Becken ausgegraben, die der Produktion von Fischderivaten dienten. Es handelt sich dabei um zu mehreren verbundene und aneinander gereihte Becken unterschiedlicher Größe, die im Inneren mit Opus signinum, einem wasserdichten Putz, ausgekleidet waren. Der Grund für die Aneinanderreihung wird in der Arbeitstechnik liegen. Die Fische wurden gewaschen, nach Arten sortiert, ausgenommen und gesalzen. Bei Krebsen, Muscheln um Meeresfrüchten mussten die Schalen entfernt und die Weichteile ausgewählt werden. Kräuter und andere Zutaten wurden beigemischt, vorher vielleicht eingeweicht. Die Masse musste gären.
Die größten Komplexe, die Fabriken I und II befinden sich bei der Therme bzw. nördlich davon. Insgesamt waren sie über 400 Jahre in Betrieb. Es lassen sich verschiedene Phasen unterscheiden:
1. Erbauung in der zweiten Hälfte des 1. Jahrhunderts und Nutzung bis Ende des 2. Jahrhunderts.
2. Stilllegung zu Beginn des 3. Jahrhunderts, was mit dem allgemeinen Niedergang in dieser Zeit begründet wird,
3. Instandsetzung und Wiederaufnahme des Betriebs bis Ende 3. Jahrhunderts
4. erneute Reparaturarbeiten zu Beginn des 4. Jahrhunderts und Fortsetzung der Produktion bis zum Jahrhundertende.

Bei den Becken befindet sich eine Badeanlage aus dem 3. Jahrhundert mit der üblichen Ausstattung: Feuerungsanlage, Warm- und Kaltbad – Caldarium bzw. Frigidarium – mit jeweils zugehörigen Wasserbecken sowie dem Dreipfeilersaal für Übungen oder Begegnungen. Stellenweise sind noch die Platten der marmornen Wandverkleidung erhalten. Da der Zwischenboden und die Hypokausten fehlen, entsteht der Eindruck, das Bad befände sich auf einem tieferen Niveau. Aufgrund der Nähe des Bades zu den Becken – beide bilden eine bauliche Einheit – hat man vermutet, dass die Therme für die Arbeiter bestimmt war.

### Gräberfelder

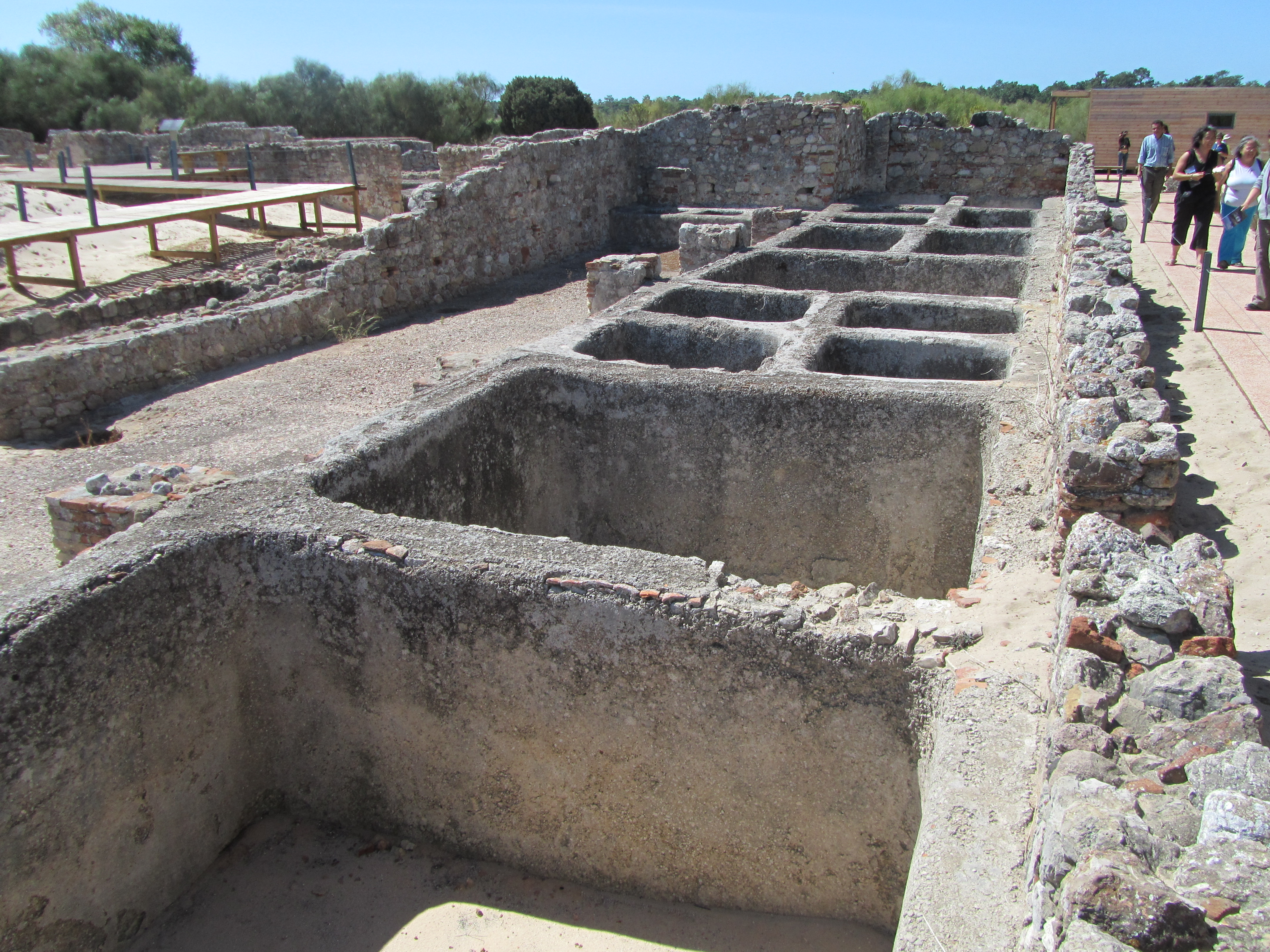
Ruinen von Tróia

Überraschend ist die Anlage der beiden Nekropolen und eines Mausoleums inmitten des Ortes. Gräber hatten ihren Platz üblicherweise vor der Stadt. Eine ältere Nekropole befindet sich bei der Fabrik II, eine frühchristliche, bei der Aula/Basilika. Das früher aufgrund der Nischen in den Wänden als Kolumbarium bezeichnete Mausoleum wird nach neuesten Forschungen als Grab der Familie des Fabrikbesitzers interpretiert. Es stammt von dem Ende des 1. Jahrhunderts. Die Wohnhäuser in der Rua da Princesa, sind zweigeschossig. Von dem Ausstattungsluxus, den sie bei ihrer Freilegung noch besaßen, ist nichts mehr geblieben.

### Aula/Basilika
Ein noch relativ hoch anstehender Komplex befindet sich westlich neben der Kapelle Nossa Senhora de Tróia. Die Form des 22,5 m langen Kernbereiches von nicht ganz rechteckiger Form erinnert daran, dass sich auch hier zuvor ein Beckenareal zur Garumproduktion befand, dessen Wände man bei der möglicherweise um 300 n. Chr. erfolgten Neugestaltung nutzte. Die Organisation dieses Raumes als Ganzes und im Verhältnis zu benachbarten Strukturen sah verschiedene Phasen. Seine Wichtigkeit ergibt sich aus der mutmaßlichen Adaptierung als frühchristlicher Kultraum. Er hatte Säulenstellungen, die nach Ausweis einiger Standplätze merkwürdigerweise quer verliefen und Wandmalereien, welche in den 1920er Jahren noch ein zweifelsfrei erkennbares, die Einordnung des Monuments erleichterndes Christogramm mit Alpha und Omega inbegriffen. Auch wenn es heute verloren ist, so hat Tróia doch das Privileg, eine ausnehmend instruktive, ja auf der Iberischen Halbinsel die größte in situ erhaltene Hinterlassenschaft spätantiker Wandmalerei zu besitzen. Man sieht Imitationen von Marmorplatten, bunte geometrische Rapportmuster und perspektivisch aufgefasste Friese, an den Pilastern zudem Vegetabilisches und einen Kantharos. Als Datierung dieses malerischen Dekors wurde mit Rücksicht auf Parallelen das fortgeschrittene 4. Jahrhunderts, vielleicht sogar dessen Ende oder das anbrechende 5. Jahrhundert vorgeschlagen.
Wenig südöstlich wurden in einem Friedhof spätantike Grabanlagen mit Opus-signinum- und Plattenverschluss gefunden.